# Cootamundra
Cootamundra is een plaats in de Australische deelstaat New South Wales en telt 5566 inwoners (2006).